# 新化县
新化县位于中国湖南省中部、雪峰山脈东南麓、资水中游，境內有梅山。全县总面积3636平方公里，南北最长直线69公里，东西最宽直线83公里。常驻人口約120万人，县人民政府駐上梅鎮梅苑经济开发区；宋神宗熙宁五年（1072年）置新化县。
新化为农业和林业县，农业以水稻种植为主，经济作物为茶叶、烤烟为主，出产杉、楠竹等经济林木；矿产资源有煤、硅石、石墨以及金、锑、锰、铜和钨等有色金属。中国各地复印店的从业人员大多来自于该县。

## 行政区划
新化县辖有3个街道、18个镇、7个乡、2个国有林场、1个经济技术开发区、1个高新技术产业开发区：
上梅街道、上渡街道、枫林街道、石冲口镇、洋溪镇、槎溪镇、水车镇、文田镇、奉家镇、炉观镇、游家镇、西河镇、孟公镇、琅塘镇、白溪镇、圳上镇、吉庆镇、温塘镇、田坪镇、桑梓镇、曹家镇、科头乡、维山乡、天门乡、荣华乡、金凤乡、油溪乡、坐石乡、大熊山国有林场和古台山国有林场。

## 政治

### 现任领导
| 机构     | 新化县人民政府 县长 | · 中国共产党 · 新化县委员会 · 书记 | 新化县人民代表大会 常务委员会 主任 | · 中国人民政治协商会议 · 新化县委员会 · 主席 |
| -------- | ------------------- | ---------------------------------- | ---------------------------------- | -------------------------------------------- |
| 姓名     | 彭韬                | 李铁雄                             | 杨韶红                             | 李笃成                                       |
| 民族     | 汉族                | 汉族                               | 汉族                               | 汉族                                         |
| 出生地   | 湖南省长沙市长沙县  | 湖南省娄底市涟源市                 | 湖南省娄底市新化县                 | 湖南省娄底市新化县                           |
| 出生日期 | 1984年1月（41歲）   | 1966年12月（58歲）                 | 1966年11月（58歲）                 | 1968年4月（56歲）                            |
| 就任日期 | 2024年3月           | 2021年5月                          | 2021年10月29日                     | 2021年10月29日                               |

## 交通

### 公路
- 高速公路： 官新高速、 娄新高速、 长芷高速、 新新高速（在建）
- 国道： 354国道
- 省道：S325、S226

### 铁路
- 沪昆高速铁路：新化南站
- 沪昆铁路：新化站

## 地理
境內有梅山。周边相邻县市有：北与安化县交界，西和溆浦县相连，南与隆回县、新邵县为邻，东部直连冷水江市和涟源市。

## 旅游
新化最有名的旅游区就是梅山龙宫，有天下第一溶洞奇观的美称，其次便有中国古代战神蚩尤的传说，据说是在大熊山，国际主义战士罗盛教故居，紫鹊界梯田，更有梅山武术，梅山山歌也是一绝。
梅山以及梅山文化主要是在湖南省新化，安化县，桃江县，涟源市，冷水江市，新邵县，隆回县，洞口县等县九百多年前的土著部落，梅山侗蛮在特殊环境下形成发展起来的一种独特的地域文化,是湖湘文化的一个重要组成部分。梅山文化的刚毅坚忍、好胜尚气，勤劳俭朴，厚道守信，融入了湘人的血脉。梅山文化表现在饮食、体育、礼仪、信仰等诸多方面，有着许多独特习俗。民间广泛传承至今的有矛山教、师公、道场、洗“三朝”、梅山十足张五郎与急急如律令等。

## 人口
娄底市第七次全国人口普查公报显示：新化县常住人口为1196538人，男性人口占比51.52%，女性人口占比48.48%，年龄结构中0-14岁占比25.8%，15-59岁占比55.55%，60岁以上占比18.65%，65岁以上占比14.13%。
全县总人口為1,291,626人（2002年）。
新化县75%祖籍江西的江西填湖廣移民，以江西泰和县和安福县為主。故新化話的音韻有明顯的贛語吉茶片特色。

## 治安
自古以來，該縣就有生產仿古工藝品的傳統。但進入現代，卻有一些不法分子利用這種技術開始製造和販賣假硬幣。2004年左右，由警察和銀行聯合對幾名製售假硬幣的犯罪嫌疑人進行了逮捕和公審，其後製售假硬幣的現象有所緩解，但在2008年又死灰復燃。警察於2009年對製造假硬幣的行為再次進行取締，並在2010年由法院對幾名犯罪嫌疑人進行公審後，縣內的製售假硬幣現象再次得以緩解。在其他省份，也有少數該縣人在進行製售假硬幣的違法活動。

## 新化县与复印店
据《中县干部》作者冯军旗调查统计，新化人的打印复印店占全中国打印复印市场的85%。从20世纪60年代的打字机维修技术开始，经过40年发展，发展出了遍布全国的复印产业经营网络，从业人员接近20万。
新化县复印产业发展大致分为五个阶段：流动维修机械打字机阶段、流动维修复印机阶段、复印店阶段、二手复印机专业市场阶段、办公设备制造阶段。最初个别人掌握了打字机维修技术，后来也有人掌握了复印机维修技术，打字机和复印机维修产业得到了发展，直到打字机淘汰、复印机维修工作被销售者取代为止。在八九十年代，二手复印机从境外大规模扩散到国内之后，新化人开设的复印店也随之扩散，而且也形成了完整的二手复印机产业链，源源不断地供应国内市场。进入21世纪，新化人又掌握了写真机等办公设备的制造技术，并且生产出了可以出口的产品。